# Acanthonotus
Acanthonotus is een geslacht van uitgestorven straalvinnige beenvissen.
Het geslacht werd in 1835 benoemd door James Clark Ross. De geslachtsnaam betekent 'stekelrug'. De typesoort is Acanthonotus cristatus. Deze wordt tegenwoordig meestal ondergebracht bij Acanthonotozoma.
Andere benoemde soorten zijn Acanthonotus cranchii White, 1847, Acanthonotus guttatus A. Costa in Hope, 1851, Acanthonotus inflatus Krøyer, Acanthonotus nordmannii H. Milne Edwards, 1840, Acanthonotus owenii Spence Bate, 1857, Acanthonotus serratus O. Fabricius, 1780, Acanthonotus testudo White, 1850 en Acanthonotus tricuspis Krøyer, 1846. Deze zijn tegenwoordig alle in andere geslachten geplaatst.